# Стэнтон, Сара
Сара Стэнтон (англ. Sarah Stanton; род. 28 июня 1978) — британский музыкант, клавишница. Играла некоторое время в группе My Dying Bride. Известна также выступлениями в составах The Cure, Nine Inch Nails, Marilyn Manson и The Divine Comedy на разных концертах. Играет на синтезаторах марки Korg.

## Дискография (My Dying Bride)
- Songs of Darkness, Words of Light (2004)
- Sinamorata (2005, DVD)
- A Line of Deathless Kings (2006)
- «Deeper Down» (2006, сингл)
- An Ode to Woe (2008, концертный альбом)
- An Ode to Woe (2008, DVD)